# 郭一鳴
郭一鳴，資深香港傳媒人，曾兩度擔任英皇集團旗下報張《新報》總編輯，亦曾任職《成報》擔任副社長兼總編輯，亦是香港新聞工作者聯會理事。
2003年5月，郭一鳴離開工作了七年的《新報》，轉到《成報》擔任副社長兼總編輯，2005年1月27日香港報業評議會週年會員大會上，宣佈《成報》加入，並由郭一鳴任代表。
2006年4月，《成報》爆發欠薪風波，拖欠員工一個半月至兩個月薪酬，郭一鳴與社長包雲龍一同辭職。
郭一鳴重返《新報》擔任副社長，2008年，社長兼總編輯葉啟榮離職，郭一鳴接任總編輯，至2009年11月離職。

## 外部連結
- 新報網頁
- 郭一鳴的微博 （页面存档备份，存于）
- 郭一鳴的博客